# Alejandro (sátrapa)
Alejandro (en griego antiguo: Αλέξανδρος) fue un sátrapa seléucida. 
Antíoco III el Grande le nombró en 224 a. C. sátrapa de Persia, mientras que su hermano Molón recibía Media. Antíoco tenía entonces sólo quince años, esta circunstancia junto con el hecho de que su ministro Hermias, un intrigante astuto que todos debían temer, era todopoderoso en su corte, indujo a los dos hermanos a provocar la rebelión de las satrapías superiores del reino. Parece haber sido el deseo secreto de Hermias ver al rey involucrado en tantas dificultades como fuera posible, y fue por su consejo que la guerra contra los rebeldes fue confiada a hombres sin valor y habilidad. Sin embargo, en 220 a. C., el mismo Antíoco asumió el mando. Molón fue abandonado por sus tropas, y para evitar caer en las manos del rey, puso fin a su propia vida. Todos los líderes de la rebelión siguieron su ejemplo y uno de ellos, que escapó a Persia, mató a la madre ya los hijos de Molón, persuadió a Alejandro de poner fin a su vida y finalmente se suicidó en los cuerpos de sus amigos.